# توم تشافيلد
توم تشافيلد (بالإنجليزية: Tom Chatfield)‏ هو كاتب بريطاني، ولد في 1980.

## وصلات خارجية
- الموقع الرسمي